# Auva Auva Koi Yahan Nache
Auva Auva Koi Yahan Nache è un brano musicale del film di Bollywood Disco Dancer, cantato da Bappi Lahiri e Usha Uthup, con musiche di Bappi Lahiri e testi di Anand Bakshi, pubblicato nel 1982.
Il brano è una cover di Video Killed the Radio Star dei The Buggles del 1979. Esiste anche una cover realizzata in lingua hindi.